# جبل الظل (بني مالك)
جبل الظل هي إحدى مشيخات المملكة المغربية، تتبع جغرافيا لإقليم القنيطرة وإداريًا لبني مالك. يقدر عدد سكانها بـ 4640 نسمة حسب الإحصاء الرسمي للسكان والسكنى لسنة 2004.